# Исбаддаден
Исбаддаден Повелитель Великанов (валл. Ysbaddaden Pencawr) — персонаж валлийской мифологии. Великан, аналог ирландского Балора. Фигурирует в повести «Килух и Олвен» как отец прекрасной Олвен, руки которой ищет молодой герой Килух.

## Сюжет
Исбаддаден обитает в «величайшей из всех крепостей мира» с девятью воротами, охраняемыми девятью привратниками и девятью псами. Возле крепости его брат Кустеннин пасёт стада овец с помощью огромного демонического пса с огненным дыханием. Жена Кустеннина — тётка Килуха, сестра его матери. В своём доме Кустеннин с женой прячут Гореу, последнего из своих 24 сыновей; остальных убил Исбаддаден. Дом Кустеннина служит для Килуха и шести его помощников точкой перехода из мира людей в иной мир, где живёт Исбаддаден.
При появлении Килуха и его спутников, Исбаддаден призывает слуг поднять вилами его веки (ср. Вий). Три дня герои приходят сватать Олвен, и три дня дня великан отвечает им «Возвращайтесь завтра», бросая вслед отравленные копья, которые Бедуир, Мену и Килух ловят на лету и отправляют назад, раня Исбаддадена в бедро, грудь и глаз. Однако они не могут убить его, пока его дочь не выйдет замуж.
Наконец, Исбаддаден ставит перед Килухом, как условие на которых он отдаст свою дочь, ряд невыполнимых задач — anoethau («нечто труднодостижимое, чудо»). В частности, перед свадьбой великану нужно побриться и расчесать волосы. Его волосы настолько грубы, что для их укладки не обойтись без гребня, ножниц и бритвы, имеющихся у вепря Турха Труйта, на которого родич Килуха Артур и организует охоту.
Добыв всё необходимое, герои возвращаются к Исбаддадену. Кау сбривает ему бороду вместе с кожей и мясом и выкалывает оба глаза. Только после этого великан соглашается отдать Олвен в жёны. Гореу, сын Кустеннина, обезглавливает его.

## Анализ
Рамка сказания относится к типу сюжета «Дочь великана», или «Шестеро странствуют по свету» (AT 513A). Гребень и бритва принадлежат к обычному материалу группы сказок, в которых рассказывается о том, как герой сбегает с дочерью великана, который погибает во время погони за ними. Чтобы спастись от разъярённого великана, дочь берёт у отца гребень, бритву и ещё один предмет. Брошенный за спину гребень превращается в непроходимый лес, а бритва становится крутым и острым горным хребтом, и они на некоторое время задерживает великана. Однако в истории Килуха в том виде, в котором она дошла до нас, аллюзия на эти предметы оторвана от этого контекста.
В мифологии лишение волос или бороды часто ведёт к потере витальной силы. С другой стороны, сцена убийства Исбаддадена может рассматриваться как обряд ритуального срезания боярышника перед свадьбой. древневаллийское название боярышника — Ysbaddaden. Происхождение слова связано с понятием вынужденной девственности (в современном валлийском сохранился глагол ysbaddu — «кастрировать»).